# Nati nel 1924/Febbraio
| Questa pagina contiene informazioni ricavate automaticamente dalle voci biografiche con l'ausilio del template Bio e di un bot. L'aggiornamento è periodico e automatico e ricostruisce completamente la pagina. Se manca una persona in questa lista, sei pregato di non aggiungerla, ma accertati piuttosto che la sua voce biografica contenga il template Bio e che i dati anagrafici siano correttamente compilati. Se il template Bio manca, inseriscilo tu stesso o, in alternativa, metti l'avviso {{tmp\|Bio}} che ne segnala la mancanza. Se i dati riportati sono sbagliati, correggi direttamente la voce biografica; le modifiche saranno visibili in questa lista entro pochi giorni. Per chiarimenti vedi il progetto biografie. La lista contiene solo le 187 persone che sono citate nell'enciclopedia e per le quali è stato implementato correttamente il template Bio. Pagina aggiornata al 2 ago 2025. |

- 1º febbraio - Pierre Castex, scrittore, giornalista e critico cinematografico francese († 1991)
- 1º febbraio - Aredio Gimona, calciatore e allenatore di calcio italiano († 1994)
- 1º febbraio - Eberhard Horst, scrittore tedesco († 2012)
- 1º febbraio - Emmanuel Scheffer, allenatore di calcio e calciatore israeliano († 2012)
- 1º febbraio - Elda Simonett-Giovanoli, insegnante svizzera († 2018)
- 1º febbraio - Ruth Teitelbaum, programmatrice statunitense († 1986)
- 2 febbraio - Baldassare Armato, sindacalista e politico italiano († 2009)
- 2 febbraio - Elfi von Dassanowsky, mezzosoprano, pianista e produttrice cinematografica austriaca († 2007)
- 2 febbraio - Carlo Enrici, attore italiano († 2018)
- 2 febbraio - Luciano Lenti, politico e partigiano italiano († 2007)
- 2 febbraio - Warren Perkins, cestista statunitense († 2014)
- 2 febbraio - Sonny Stitt, sassofonista statunitense († 1982)
- 3 febbraio - Lino Cauzzo, calciatore italiano († 1998)
- 3 febbraio - Loris Giorgi, partigiano italiano († 1944)
- 3 febbraio - Armando Rigobello, filosofo italiano († 2016)
- 3 febbraio - Robert Schlienz, calciatore tedesco († 1995)
- 3 febbraio - Arturo Schwarz, politico, editore e saggista italiano († 2021)
- 3 febbraio - Edward Palmer Thompson, storico, scrittore e pacifista britannico († 1993)
- 3 febbraio - Leopoldo Torre Nilsson, regista, produttore cinematografico e sceneggiatore argentino († 1978)
- 3 febbraio - Federico Guglielmo di Hohenzollern-Sigmaringen, nobile tedesco († 2010)
- 4 febbraio - Karl Adam, calciatore tedesco († 1999)
- 4 febbraio - Alberto Giglioli, vescovo cattolico italiano († 2005)
- 5 febbraio - Milorad Diskić, calciatore jugoslavo († 1995)
- 5 febbraio - Duraisamy Simon Lourdusamy, cardinale e arcivescovo cattolico indiano († 2014)
- 5 febbraio - Aleksandr Matveevič Matrosov, militare sovietico († 1943)
- 5 febbraio - Selma Meerbaum-Eisinger, poetessa tedesca († 1942)
- 5 febbraio - Enrico Pavanello, dirigente sportivo e arbitro di pallacanestro italiano († 2016)
- 6 febbraio - Ivo Garrani, attore e doppiatore italiano († 2015)
- 6 febbraio - Argentina Santos, cantante portoghese († 2019)
- 6 febbraio - Paolo Volponi, scrittore e poeta italiano († 1994)
- 6 febbraio - Billy Wright, calciatore e allenatore di calcio inglese († 1994)
- 7 febbraio - Oscar Blando, attore italiano († 1994)
- 7 febbraio - Lione Fioravante, pittore italiano († 2015)
- 7 febbraio - Johnny Jordaan, cantante olandese († 1989)
- 7 febbraio - Benjamín Santos, allenatore di calcio e calciatore argentino († 1964)
- 7 febbraio - Catherine Small Long, politica statunitense († 2019)
- 8 febbraio - Sante Carollo, ciclista su strada italiano († 2004)
- 8 febbraio - Giuseppe Costamagna, politico italiano († 1995)
- 8 febbraio - Charles Coste, ex pistard francese
- 8 febbraio - Barnaba Hechich, presbitero italiano († 2013)
- 8 febbraio - Gösta Lindh, calciatore svedese († 1984)
- 8 febbraio - Diego Lozano, calciatore spagnolo († 2011)
- 8 febbraio - Roberto Mauri, regista, sceneggiatore e attore italiano († 2018)
- 8 febbraio - Lisel Mueller, poetessa e traduttrice tedesca († 2020)
- 8 febbraio - Leonid Aristarchovič Pčёlkin, regista sovietico († 2004)
- 8 febbraio - Khamtai Siphandon, politico, patriota e rivoluzionario laotiano († 2025)
- 8 febbraio - Wu Chengzhang, ex cestista cinese
- 9 febbraio - Antonio Acciai, presbitero italiano († 1974)
- 9 febbraio - Marcello Gatti, direttore della fotografia italiano († 2013)
- 9 febbraio - Luigi Mattavelli, partigiano italiano († 1945)
- 9 febbraio - Uberto Scarpelli, giurista, filosofo e sociologo italiano († 1993)
- 9 febbraio - Woody Woodbury, comico, attore e conduttore televisivo statunitense
- 10 febbraio - Alfredo Ciarabelli, politico italiano († 2013)
- 10 febbraio - Hillevi Eskelinen, cestista finlandese
- 10 febbraio - Ezio Mantelli, cestista italiano († 2002)
- 10 febbraio - Marcos Gregorio McGrath, arcivescovo cattolico statunitense († 2000)
- 10 febbraio - Noud van Melis, calciatore olandese († 2001)
- 10 febbraio - Vittorio Paltrinieri, compositore, pianista e cantante italiano († 2018)
- 10 febbraio - Pasquale Prunas, giornalista, grafico e regista italiano († 1985)
- 11 febbraio - Francesco Alberti, calciatore italiano
- 11 febbraio - Mario Gestri, ciclista su strada italiano († 1953)
- 11 febbraio - Henryk Janduda, calciatore polacco († 2008)
- 11 febbraio - Jeannou Lacaze, generale e politico francese († 2005)
- 11 febbraio - Vladimír Pácl, fondista, rugbista a 15 e dirigente sportivo cecoslovacco († 2004)
- 11 febbraio - Budge Patty, tennista statunitense († 2021)
- 11 febbraio - Luigi Podda, scrittore italiano († 2009)
- 11 febbraio - José Lázaro Robles, calciatore brasiliano († 1996)
- 12 febbraio - Mido Bimbi, calciatore e allenatore di calcio italiano († 2017)
- 12 febbraio - Costanzo Costantini, giornalista, scrittore e biografo italiano († 2014)
- 12 febbraio - Gabriele Mandel, islamista e psicoanalista italiano († 2010)
- 12 febbraio - Luciano Manzi, politico e partigiano italiano († 2014)
- 12 febbraio - Ray Vasquez, cantante, musicista e trombonista statunitense († 2019)
- 12 febbraio - Louis Zorich, attore statunitense († 2018)
- 13 febbraio - Vincenzo Raucci, politico italiano († 1985)
- 13 febbraio - Jean-Jacques Servan-Schreiber, politico, giornalista e scrittore francese († 2006)
- 14 febbraio - Pasquale Bandiera, politico e giornalista italiano († 2002)
- 14 febbraio - Antonio Brizioli, politico italiano († 2011)
- 14 febbraio - Juan Ponce Enrile, politico filippino
- 14 febbraio - Hugh Howie, calciatore scozzese († 1958)
- 14 febbraio - Patricia Mountbatten, II contessa Mountbatten di Birmania, nobile britannica († 2017)
- 14 febbraio - Peg Murray, attrice e cantante statunitense († 2020)
- 14 febbraio - Jindřich Roudný, siepista cecoslovacco († 2015)
- 15 febbraio - Lisetta Carmi, fotografa italiana († 2022)
- 15 febbraio - Robert Drew, regista statunitense († 2014)
- 15 febbraio - Sunao Sato, giocatore di go giapponese († 2004)
- 15 febbraio - Eirene Sbriziolo, urbanista, architetta e politica italiana († 2013)
- 16 febbraio - Robert Amadou, scrittore e parapsicologo francese († 2006)
- 16 febbraio - Annemarie Buchner, sciatrice alpina tedesca († 2014)
- 16 febbraio - Moreno Cambi, calciatore italiano († 1985)
- 16 febbraio - Orazio Costorella, partigiano italiano († 1944)
- 16 febbraio - Ada Pace, pilota automobilistica e pilota motociclistica italiana († 2016)
- 16 febbraio - Frank Saul, cestista statunitense († 2019)
- 17 febbraio - Smriti Biswas, attrice indiana († 2024)
- 17 febbraio - Andrew Bruce, XI conte di Elgin e XV conte di Kincardine, nobile e militare scozzese
- 17 febbraio - Raimon Carrasco, imprenditore spagnolo († 2022)
- 17 febbraio - Giulio Donnini, attore italiano († 2001)
- 17 febbraio - Bruno Kessler, politico italiano († 1991)
- 17 febbraio - Kihachi Okamoto, regista giapponese († 2005)
- 17 febbraio - Ferdinando Terruzzi, pistard italiano († 2014)
- 17 febbraio - Margaret Truman, soprano, scrittrice e socialite statunitense († 2008)
- 17 febbraio - Mario Uggeri, fumettista, pittore e illustratore italiano († 2004)
- 17 febbraio - Gevork Andreevič Vartanjan, agente segreto sovietico († 2012)
- 17 febbraio - Mel Welles, regista, sceneggiatore e attore statunitense († 2005)
- 17 febbraio - Aksel Christopher Wiin-Nielsen, meteorologo danese († 2010)
- 18 febbraio - Humberto Fernández Morán, medico, inventore e politico venezuelano († 1999)
- 18 febbraio - Mario Gallo, giornalista, critico cinematografico e sceneggiatore italiano († 2006)
- 18 febbraio - Ėval'd Vasil'evič Il'enkov, filosofo sovietico († 1979)
- 18 febbraio - Lêdo Ivo, poeta, saggista e giornalista brasiliano († 2012)
- 18 febbraio - Nicolo Rizzuto, mafioso italiano († 2010)
- 18 febbraio - Armando Romeo, cantautore e compositore italiano († 2016)
- 19 febbraio - David Bronštejn, scacchista sovietico († 2006)
- 19 febbraio - Ferdinand Marschall, arbitro di calcio austriaco († 2006)
- 19 febbraio - Lee Marvin, attore statunitense († 1987)
- 19 febbraio - Renzo Vespignani, pittore, illustratore e scenografo italiano († 2001)
- 19 febbraio - František Vláčil, regista e sceneggiatore ceco († 1999)
- 19 febbraio - Federico Zanolla, calciatore italiano († 2018)
- 19 febbraio - Michele Zuccalà, politico italiano († 2006)
- 20 febbraio - Eugen Barbu, scrittore, giornalista e politico rumeno († 1993)
- 20 febbraio - Renato Bastianelli, politico italiano († 2010)
- 20 febbraio - Laurent Dauthuille, pugile francese († 1971)
- 20 febbraio - Thoma Deliana, politico albanese († 2014)
- 20 febbraio - Franco Folli, attore italiano († 2003)
- 20 febbraio - Donald M. Fraser, politico statunitense († 2019)
- 20 febbraio - Rubén Menini, cestista argentino († 2020)
- 20 febbraio - Zuhdi Labib Terzi, diplomatico palestinese († 2006)
- 20 febbraio - Gloria Vanderbilt, stilista, scrittrice e attrice statunitense († 2019)
- 20 febbraio - Sachio Ōtani, architetto giapponese († 2013)
- 21 febbraio - Alessandro Acerbi, cestista italiano († 1996)
- 21 febbraio - Dorothy Blum, informatica statunitense († 1980)
- 21 febbraio - Ferruccio Bolognesi, pittore, scultore e partigiano italiano († 2001)
- 21 febbraio - Vicente Colino, calciatore spagnolo († 2005)
- 21 febbraio - Filippo Gentiloni, giornalista e saggista italiano († 2018)
- 21 febbraio - Robert Mugabe, politico e rivoluzionario zimbabwese († 2019)
- 21 febbraio - Silvano Piovanelli, cardinale e arcivescovo cattolico italiano († 2016)
- 21 febbraio - Karl Ferdinand Werner, storico tedesco († 2008)
- 21 febbraio - Miroslav Zuzánek, calciatore cecoslovacco († 1994)
- 22 febbraio - Giovanni Baradel, calciatore italiano
- 22 febbraio - David Jack, farmacologo e chimico scozzese († 2001)
- 22 febbraio - Furio Meniconi, attore cinematografico italiano († 1981)
- 22 febbraio - Leslie Townsend, ammiraglio britannico († 1999)
- 22 febbraio - Alfredo Travia, calciatore italiano († 2000)
- 23 febbraio - Roberto Alarcón, calciatore argentino († 1988)
- 23 febbraio - Anatolij Bašaškin, calciatore e allenatore di calcio sovietico († 2002)
- 23 febbraio - Chuck Hanger, cestista e avvocato statunitense († 1995)
- 23 febbraio - Alexander Kerst, attore e doppiatore austriaco († 2010)
- 23 febbraio - Allan McLeod Cormack, fisico sudafricano († 1998)
- 23 febbraio - Mario Petrucciani, critico letterario e storico della letteratura italiano († 2001)
- 23 febbraio - Claude Sautet, regista e sceneggiatore francese († 2000)
- 23 febbraio - Grethe Bartram, agente segreto danese († 2017)
- 24 febbraio - Ted Arison, armatore israeliano († 1999)
- 24 febbraio - Chikage Awashima, attrice giapponese († 2012)
- 24 febbraio - Teresa Bracco, italiana († 1944)
- 24 febbraio - David C. Evans, informatico statunitense († 1998)
- 24 febbraio - Zinaida Gilel's, violinista e insegnante sovietica († 2000)
- 24 febbraio - Marija Golubničaja, ostacolista sovietica († 2015)
- 24 febbraio - Jim Harding, allenatore di pallacanestro statunitense († 2000)
- 24 febbraio - John Jackson, musicista statunitense († 2002)
- 24 febbraio - Antanas Mikėnas, marciatore sovietico († 1994)
- 24 febbraio - Erik Nielsen, politico canadese († 2008)
- 25 febbraio - Nelson Bobb, cestista statunitense († 2003)
- 25 febbraio - Nora Eddington, attrice e scrittrice statunitense († 2001)
- 25 febbraio - Hugh Huxley, biologo inglese († 2013)
- 25 febbraio - Francesco Lacelli, calciatore italiano († 2014)
- 25 febbraio - Gino Pistoni, partigiano italiano († 1944)
- 25 febbraio - Enzo Sellerio, editore e fotografo italiano († 2012)
- 26 febbraio - Freda Betti, mezzosoprano francese († 1979)
- 26 febbraio - Paolo Heusch, regista e sceneggiatore italiano († 1982)
- 26 febbraio - Billy Higgins, calciatore inglese († 1981)
- 26 febbraio - Chuck Mrazovich, cestista e allenatore di pallacanestro statunitense († 2020)
- 26 febbraio - Tex Ritter, cestista e allenatore di pallacanestro statunitense († 2004)
- 26 febbraio - Antonio Secchi, direttore della fotografia e regista italiano († 2013)
- 26 febbraio - Noboru Takeshita, politico giapponese († 2000)
- 27 febbraio - Cleve Backster, agente segreto statunitense († 2013)
- 27 febbraio - Leonardo Cabizza, cantante e cantautore italiano († 2018)
- 27 febbraio - Loris Ciullini, giornalista italiano († 2008)
- 27 febbraio - Emanuele Massari, calciatore italiano
- 27 febbraio - Sorelle Mirabal, attivista dominicana († 1960)
- 28 febbraio - Bettye Ackerman, attrice statunitense († 2006)
- 28 febbraio - Aldo Giordani, cestista, allenatore di pallacanestro e giornalista italiano († 1992)
- 28 febbraio - Christopher Kraft, ingegnere statunitense († 2019)
- 28 febbraio - Herwig Schopper, fisico tedesco
- 29 febbraio - David Beattie, giudice e politico neozelandese († 2001)
- 29 febbraio - Andrzej Maria Deskur, cardinale e arcivescovo cattolico polacco († 2011)
- 29 febbraio - Gunnar Johansson, calciatore svedese († 2003)
- 29 febbraio - Vladimir Aleksandrovič Krjučkov, politico e poliziotto sovietico († 2007)
- 29 febbraio - Carlos Humberto Romero, generale e politico salvadoregno († 2017)
- 29 febbraio - Pierre Sinibaldi, allenatore di calcio e calciatore francese († 2011)